# Roddarnas frukost
Roddarnas frukost (franska: Le Déjeuner des canotiers) är en målning av den franske impressionisten Auguste Renoir  från 1881.
Målningen ställdes ut på den sjunde impressionistutställningen i Paris 1882. Den såldes av konstnären till konsthandlaren och mecenaten Paul Durand-Ruel och såldes vidare 1923 av dennes son Joseph Durand-Ruel för 125 000 US dollar till den amerikanske konstsamlaren Duncan Phillips. Målningen hänger idag på Phillips Collection i Washington, D.C. i USA.

## Motiv
Målningen visar några vänner till Auguste Renoir, som kopplar av vid ett dukat bord en solig dag på terrassen till restaurangen Maison Fournaise vid Seine i Chatou väster om Paris. Målaren och konstmecenaten Gustave Caillebotte sitter nere till höger, och Auguste Renoirs blivande maka Aline Charigot sitter i förgrunden och leker med en liten hund, en affenpinscher. 
Balkongräcket utgör en diagonal linje, som tjänar som gräns mellan kompositionens två hälfter. Den ena delen är tätt packad med människor, medan den andra är nästan tom, med undantag för restaurangägarens dotter Louise-Alphonsine Fournaise och hennes bror Alphonse Fournaise den yngre. Dessa två senare ges en framträdande roll genom denna kontrast mellan målningens två delar. Renoir har fångat in en myckenhet av ljus i målningen. Huvuddelen av ljuset kommer från balkongens stora öppning vid sidan av Alphonse Fournaise i hatt. De ärmlösa tröjorna på de båda männen i förgrunden och bordsduken bidrar till att reflektera detta ljus och skicka det vidare i hela den avbildade miljön. 
Auguste Renoir utförde målningen på Maison Fournaise, ett utvärdshus (guinguette) som låg på den ö i Seine, som numera kallas Île des Impressionnistes. Något senare målade han också Les Deux Soeurs på samma terrass.

## Avbildade personer
Auguste Renoir avbildade i denna målning flera av sina vänner. Julius Meier-Graefe gjorde 1912 en identifiering av de närvarande:
- Sömmerskan Aline Charigot håller i en affenpinscher i bildens nedre vänstra kant. Auguste Renoir gifte sig med henne 1890, och de fick tre söner.
- Charles Ephrussi var en förmögen hobbykonsthistoriker, konstsamlare och utgivare av Gazette des Beaux-Arts. Han syns i hög hatt i bakgrunden. Den yngre mannen som Ephrussi förefaller prata med, kan vara Jules Lafourge, poet och kritiker och samtidigt Ephrussis handsekreterare.
- Skådespelaren Ellen Andrée, i mitten av kompositionen, dricker ett glas vin, med en man i brun hatt sittande bredvid sig som kan vara baronen Raoul Barbier. Denne hade 1871–1872 varit borgmästare i Saigon.
- Louise-Alphonsine Fournaise står leende och lutar sig mot terrassens räcke, liksom hennes bror Alphonse Fournaise den yngre, båda med traditionella halmhattar.
- Auguste Renoirs nära vänner, tjänstemannen Eugène Pierre Lestringuèz och journalisten och författaren Paul Lhôte avbildas i samspråk med skådespelerskan Jeanne Samary, i övre högra hörnet.
- Gustave Caillebotte, i nedre högra hörnet, är klädd i roddartröja och platt stråhatt och sitter närmast skådespelerskan Angèle Legault och den italienske journalisten Adrien Maggiolo.

## Tavlans roll iAmelie från Montmartre
Renoirs målning spelar en viktig roll för handlingen i 2001 års Oscar-nominerade film Amelie från Montmartre. I filmen upptas rollfiguren "Glasmannens" liv till stor del av ett troget kopierande av tavlan. Målningens centralt placerade flicka med dricksglas (och som inte deltar i det sociala samspelet under frukosten) är i filmen föremål för olika spekulationer och jämförelser med filmens titelfigur.